# Championnat d'Albanie de football 2014-2015
Navigation
Édition précédente Édition suivante
La saison 2014-2015 de Kategoria Superiore (ou Super Ligue Albanaise) est la soixante-seizième édition du championnat d'Albanie de football et la seizième saison sous son nom actuel. Cette saison marque le retour d'une première division à dix clubs, contre douze auparavant. En fin de saison, les deux derniers du classement sont relégués et remplacés par les deux meilleurs clubs de Kategoria e parë, la deuxième division albanaise.
C'est le KF Skënderbeu Korçë, tenant du titre, qui remporte à nouveau la compétition cette saison après avoir terminé en tête du classement final, avec quatre points d'avance sur le FK Kukësi et six sur le KF Partizan Tirana. Il s'agit du sixième titre de champion d'Albanie de l'histoire du club, le cinquième consécutif.

## Participants
| \| Flamurtari Kukësi Laçi Partizan · Tirana Skënderbeu Teuta Vllaznia Apolonia Fier Elbasani \| Localisation des clubs engagés dans le championnat. |
| Flamurtari Kukësi Laçi Partizan · Tirana Skënderbeu Teuta Vllaznia Apolonia Fier Elbasani                                                           |

Légende des couleurs
- Deuxième tour de qualification de la Ligue des Champions 2014-2015
- Premier tour de qualification de la Ligue Europa 2014-2015
- Promu de Kategoria e parë

| Club                | Se maintient depuis | Classement 2013-2014 | Entraîneur                    | Depuis    | Stade                 | Capacité théorique |
| ------------------- | ------------------- | -------------------- | ----------------------------- | --------- | --------------------- | ------------------ |
| KF Skënderbeu Korçë | 2009                | 1                    | Mirel Josa                    | 2012      | Stade Skënderbeu      | 12 000             |
| FK Kukësi           | 2012                | 2                    | Artim Šakiri                  | 2014      | Stade Zeqir-Ymeri     | 10 000             |
| KF Laçi             | 2009                | 3                    | Armando Cungu                 | 2014      | Stade Laçi            | 11 000             |
| KS Teuta Durrës     | 1962                | 4                    | Ilir Biturku                  | 2014      | Stade Niko-Dovana     | 13 000             |
| KF Partizan Tirana  | 2013                | 5                    | Shpëtim Duro                  | 2014      | Stade Qemal-Stafa     | 20 000             |
| KF Tirana           | 1930                | 6                    | Gugash Magani                 | 2013      | Stade Selman-Stërmasi | 12 500             |
| KS Flamurtari Vlorë | 2006                | 7                    | Ernestino Ramella             | 2014      | Stade Flamurtari      | 13 000             |
| KS Vllaznia Shkodër | 1958                | 8                    | Baldo Ranieri                 | 2014      | Stade Loro-Boriçi     | 19 000             |
| KS Apolonia Fier    | 2014                | 1 (Kep)              | Elidon Demiri Artan Mërgjyshi | 2014 2015 | Stade Loni Papuçiu    | 6 800              |
| KS Elbasani         | 2014                | 2 (Kep)              | Ilirjan File                  | 2011      | Elbasan Arena         | 18 000             |

## Compétition

### Classement
Le classement est établi sur le barème de points classique (victoire à 3 points, match nul à 1, défaite à 0). Pour départager les égalités, on tient d'abord compte de la différence de buts générale, puis du nombre de buts marqués, puis des confrontations directes et enfin si la qualification ou la relégation est en jeu, les deux équipes jouent une rencontre d'appui sur terrain neutre.
| Rang | Équipe                 | Pts | J  | G  | N | P  | Bp | Bc | Diff |
| ---- | ---------------------- | --- | -- | -- | - | -- | -- | -- | ---- |
| 1    | KF Skënderbeu KorçëT   | 79  | 36 | 24 | 7 | 5  | 58 | 18 | +40  |
| 2    | FK Kukësi              | 75  | 36 | 23 | 6 | 7  | 59 | 27 | +32  |
| 3    | KF Partizan Tirana     | 73  | 36 | 22 | 7 | 7  | 42 | 24 | +18  |
| 4    | KF Tirana              | 71  | 36 | 21 | 8 | 7  | 47 | 27 | +20  |
| 5    | KF Laçi C              | 69  | 36 | 20 | 9 | 7  | 46 | 19 | +27  |
| 6    | KS Flamurtari Vlorë    | 38  | 36 | 10 | 8 | 18 | 29 | 37 | -8   |
| 7    | KS Vllaznia Shkodër -3 | 35  | 36 | 11 | 5 | 20 | 27 | 41 | -14  |
| 8    | KS Teuta Durrës        | 29  | 36 | 9  | 2 | 25 | 31 | 54 | -23  |
| 9    | KS Apolonia FierP      | 25  | 36 | 7  | 4 | 25 | 19 | 56 | -37  |
| 10   | KS ElbasaniP           | 14  | 36 | 4  | 2 | 30 | 19 | 74 | -55  |

|  | Qualification pour la Ligue des champions de l'UEFA 2015-2016           |
|  | Qualification pour la Ligue Europa 2015-2016                            |
|  | Relégation directe en deuxième division                                 |
|  | T : Tenant du titre C : Vainqueur de la Coupe d'Albanie P : Promu de D2 |

### Résultats
| Résultats (▼dom., ►ext.) | APO | ELB | FLA | PEK | LAÇ | PAR | SKË | TEU | TIR | VLL | APO | ELB | FLA | PEK | LAÇ | PAR | SKË | TEU | TIR | VLL |
| KS Apolonia Fier         |     | 0-1 | 1-1 | 0-1 | 0-2 | 1-0 | 0-0 | 1-0 | 0-3 | 0-1 |     | 4-1 | 2-1 | 2-2 | 1-4 | 0-2 | 0-1 | 2-1 | 0-2 | 2-0 |
| KS Elbasani              | 2-0 |     | 0-2 | 0-2 | 0-2 | 0-1 | 0-1 | 1-5 | 2-3 | 1-4 | 0-1 |     | 0-1 | 0-4 | 0-2 | 0-3 | 1-4 | 1-0 | 1-3 | 1-1 |
| KS Flamurtari Vlorë      | 3-0 | 2-0 |     | 0-1 | 1-1 | 1-0 | 1-1 | 2-1 | 0-0 | 0-0 | 1-0 | 2-1 |     | 1-2 | 0-2 | 0-1 | 0-1 | 2-1 | 1-2 | 3-0 |
| FK Kukësi                | 0-0 | 3-0 | 2-0 |     | 1-0 | 0-1 | 1-0 | 1-0 | 1-0 | 2-1 | 2-1 | 3-0 | 4-0 |     | 0-0 | 3-0 | 0-1 | 5-2 | 4-1 | 1-0 |
| KF Laçi                  | 3-1 | 1-0 | 1-1 | 0-0 |     | 1-1 | 0-2 | 3-0 | 2-0 | 3-0 | 2-0 | 2-0 | 2-1 | 2-1 |     | 1-1 | 1-0 | 1-0 | 3-0 | 1-0 |
| KF Partizan Tirana       | 1-0 | 1-0 | 0-0 | 2-0 | 2-0 |     | 1-0 | 2-0 | 2-0 | 0-1 | 1-0 | 4-1 | 2-1 | 1-1 | 1-0 |     | 0-0 | 2-1 | 2-2 | 1-0 |
| KF Skënderbeu Korçë      | 6-0 | 1-0 | 1-0 | 2-0 | 2-0 | 3-0 |     | 3-2 | 0-0 | 3-0 | 1-0 | 5-1 | 2-0 | 1-1 | 0-0 | 5-2 |     | 4-2 | 1-0 | 3-1 |
| KS Teuta Durrës          | 1-0 | 0-2 | 1-0 | 0-3 | 0-0 | 0-1 | 2-0 |     | 0-1 | 0-1 | 1-0 | 1-0 | 1-0 | 1-3 | 1-3 | 1-0 | 0-1 |     | 0-0 | 2-1 |
| KF Tirana                | 3-0 | 2-1 | 1-0 | 3-1 | 0-0 | 0-0 | 2-0 | 4-2 |     | 1-0 | 2-0 | 2-0 | 1-0 | 2-0 | 1-0 | 1-2 | 0-0 | 1-0 |     | 2-1 |
| KS Vllaznia Shkodër      | 2-0 | 1-0 | 1-0 | 1-2 | 1-0 | 0-1 | 0-1 | 1-2 | 1-1 |     | 2-0 | 1-1 | 1-1 | 1-2 | 0-1 | 1-0 | 0-2 | 1-0 | 0-1 |     |

## Bilan de la saison
| Championnat d'Albanie de football 2014-2015 |                                |
| Champion                                    | KF Skënderbeu Korçë (6e titre) |
| Coupes et trophées                          |                                |
| Vainqueur de la Coupe d'Albanie 2014-2015   | KF Laçi                        |
| Qualifications continentales                |                                |
| Ligue des champions 2015-2016               | KF Skënderbeu Korçë            |
| Ligue Europa 2015-2016                      | FK Kukësi                      |
| Ligue Europa 2015-2016                      | KF Partizan Tirana             |
| Ligue Europa 2015-2016                      | KF Laçi                        |
| Promotions et relégations                   |                                |
| Promus en Kategoria Superiore               | KF Tërbuni Pukë                |
| Promus en Kategoria Superiore               | KS Bylis Ballshi               |
| Relégués en Kategoria e parë                | KS Elbasani                    |
| Relégués en Kategoria e parë                | KS Apolonia Fier               |